# Eupatorium album
Eupatorium album е вид тревисто многогодишно растение от семейство сложноцветни (Asteraceae). Видът е незастрашен от изчезване.

## Разпространение
Видът е местен за източната и южната част на Съединените щати, от източен Тексас до Кънектикът, и навътре до Индиана.